# Guvernul Kiril Petkov
Guvernul Kiril Petkov a fost cel de-al 99-lea guvern al Bulgariei, care a fost ales de Adunarea Națională în decembrie 2021. Președintele Radev l-a desemnat pe Kiril Petkov (PP) să formeze un guvern, acesta fiind primul guvern cu puteri depline de după alegerile din aprilie 2021. Pe 13 decembrie 2021, Adunarea Națională a aprobat formarea unui guvern de coaliție condus de Kiril Petkov ca urmare a alegerilor din noiembrie 2021.
Guvernul a fost demis prin moțiune de cenzură în două voturi.

## Componență
Guvernul a fost format din 4 partide (PP, BSP, ITN și DB). Componența cabinetului a fost umătoarea:
| Minister                                                 | Nume                 | Partid | Partid      | În funcție din    | Până la       |
| -------------------------------------------------------- | -------------------- | ------ | ----------- | ----------------- | ------------- |
| Prim-ministru                                            | Kiril Petkov         |        | PP          | 13 decembrie 2021 | 2 august 2022 |
| Viceprim-ministru și Ministrul Finanțelor                | Asen Vasilev         |        | PP          | 13 decembrie 2021 | 2 august 2022 |
| Viceprim-ministru pentru eficiență guvernamentală        | Kalina Konstantinova |        | PP          | 13 decembrie 2021 | 2 august 2022 |
| Viceprim-ministru și Ministrul Mediului și Apelor        | Borislav Sandov      |        | DB          | 13 decembrie 2021 | 2 august 2022 |
| Viceprim-ministru și Ministru al Economiei și Industriei | Kornelia Ninova      |        | BSP         | 13 decembrie 2021 | 2 august 2022 |
| Viceprim-ministru și Ministru al Dezvoltării Regionale   | Grozdan Karadjov     |        | ITN         | 13 decembrie 2021 | 2 august 2022 |
| Ministrul Afacerilor Interne                             | Boiko Rashkov        |        | PP          | 13 decembrie 2021 | 2 august 2022 |
| Ministrul Muncii și Politicii Sociale                    | Georgi Gyokov        |        | BSP         | 13 decembrie 2021 | 2 august 2022 |
| Ministrul Agriculturii                                   | Ivan Ivanov          |        | BSP         | 13 decembrie 2021 | 2 august 2022 |
| Ministrul Apărării                                       | Stefan Ianev         |        | Independent | 13 decembrie 2021 | 1 martie 2022 |
| Ministrul Apărării                                       | Dragomir Zakov       |        | Independent | 1 martie 2022     | 2 august 2022 |
| Ministrul Sănătății                                      | Assena Serbezova     |        | PP          | 13 decembrie 2021 | 2 august 2022 |
| Ministrul Afacerilor Externe                             | Teodora Genchovska   |        | ITN         | 13 decembrie 2021 | 2 august 2022 |
| Ministrul Justiției                                      | Nadezhda Iordanova   |        | DB          | 13 decembrie 2021 | 2 august 2022 |
| Ministrul Educației                                      | Nikolai Denkov       |        | PP          | 13 decembrie 2021 | 2 august 2022 |
| Ministrul pentru Guvernare Electronică                   | Bozhidar Bozanov     |        | DB          | 13 decembrie 2021 | 2 august 2022 |
| Ministrul Culturii                                       | Atanas Atanassov     |        | PP          | 13 decembrie 2021 | 2 august 2022 |
| Ministrul Creșterii și Inovării                          | Daniel Lorer         |        | PP          | 13 decembrie 2021 | 2 august 2022 |
| Ministrul Transporturilor și Telecomunicațiilor          | Nikolai Subev        |        | PP          | 13 decembrie 2021 | 2 august 2022 |
| Ministrul Turismului                                     | Hristo Prodanov      |        | BSP         | 13 decembrie 2021 | 2 august 2022 |
| Ministrul Energiei                                       | Alexander Nikolov    |        | ITN         | 13 decembrie 2021 | 2 august 2022 |
| Ministrul Tineretului și Sportului                       | Radostin Vassilev    |        | ITN         | 13 decembrie 2021 | 2 august 2022 |

## Vedeți și
|  | Acest articol despre politică este un ciot. Puteți ajuta Wikipedia prin completarea lui. |